# Droga wojewódzka 320
Die Droga wojewódzka 320 (DW 320) ist eine 31,9 km lange Droga wojewódzka (Woiwodschaftsstraße) in der polnischen Woiwodschaft Niederschlesien, die Legnica und Bolków verbindet und hiermit eine Alternativstrecke zur Schnellstraße S3 darstellt. Die Strecke liegt im Powiat Legnicki und im Powiat Jaworski.